# Man of the Year
Man of the Year is een politieke komediefilm die is geregisseerd door Barry Levinson, met in de hoofdrol Robin Williams. Bijrollen hebben Christopher Walken, Laura Linney, Lewis Black en Jeff Goldblum.
In de film geeft Williams gestalte aan Tom Dobbs, de presentator van een komisch-/politiekpraatprogramma dat veel weg heeft van de praatprogramma's van Jon Stewart en Bill Maher. Dobbs krijgt van miljoenen fans e-mail waarin ze hem aanmoedigen zich aan te melden voor het presidentschap, en hij besluit mee te doen. Tot ieders verbazing wordt hij uitgeroepen tot winnaar van de verkiezingen.
De film werd hoofdzakelijk negatief ontvangen door recensenten. Velen waren negatief te spreken over de omslag van een komediefilm naar een thriller halverwege de film. Toch was de film een bescheiden succes met een opbrengst van ruim veertig miljoen dollar.
De film ging in première op 13 oktober 2006.

## Verhaal
Tom Dobbs is de presentator van een satirisch, politiek getint praatprogramma. Wanneer de presidentsverkiezingen voor de deur staan sturen, moedigen veel bewonderaars hem aan om zich verkiesbaar te stellen. Hij blijkt zeer succesvol en wordt nog beroemder als hij meedoet aan een nationaal politiek debat. Tot ieders verbazing wint hij de verkiezingen en wordt hij de nieuwe president van de Verenigde Staten. Eleanor Green, een voormalig medewerkster van stemmachinesfabrikant Delacroy, ontdekt echter dat de stemmachines niet goed gewerkt hebben. Terwijl de fabrikant de fout wil verdoezelen, zoekt Green contact met Dobbs om hem te waarheid te vertellen.

## Rolverdeling
| Acteur             | Personage        |
| ------------------ | ---------------- |
| Robin Williams     | Tom Dobbs        |
| Christopher Walken | Jack Menken      |
| Laura Linney       | Eleanor Green    |
| Lewis Black        | Eddie Langston   |
| Jeff Goldblum      | Stewart          |
| David Alpay        | Danny            |
| Faith Daniels      | Moderator        |
| Tina Fey           | Tina Fey         |
| Amy Poehler        | Amy Poehler      |
| Doug Murray        | Mathias          |
| Chris Matthews     | Nieuwslezer      |
| James Carville     | Politiek analist |
| Catherine Crier    | Politiek analist |
| Rick Roberts       | Hemmings         |
| Karen Hines        | Alison McAndrews |